# اوروس
اوروس (به لاتین: Oruče) یک منطقهٔ مسکونی در بوسنی و هرزگوین است که در ماگلای واقع شده‌است.